# Бернхард, Кертту
Кертту Регина Вероника Бернхард (фин. Kerttu Regina Veronica Bernhard; 29 декабря 1902, Калвола (ныне в составе Хямеэнлинны) — 26 марта 1944, Вихти, Финляндия) — финская пианистка и музыкальный педагог, «величайшая финская пианистка». Жена скрипача Арно Гранрота (1931).
В 1918—1922 гг. училась в Институте музыки Хельсинки у Илмари Ханникайнена, затем совершенствовала своё мастерство в Лейпциге у Роберта Тайхмюллера, в Берлине у Эдвина Фишера, в Париже под руководством Жана Баталла и Нади Буланже. Дебютировала как солистка в Хельсинки в 1921 году, исполнив Второй фортепианный концерт Камиля Сен-Санса.
Помимо прочего, Бернхард была первой исполнительницей Пятого фортепианного концерта Селима Пальмгрена (13 февраля 1942 года).